# روني صيقلي
روني صيقلي (بالإنجليزية Rony Seikaly) هو لاعب كرة سلة لبناني وأميركي محترف.
ولد رونالد فريد «روني» صيقلي (Ronald Fred "Rony" Seikaly) في 10 مايو/أيار 1965 في لبنان، وانتقل إلى اليونان للدراسة في «المدرسة الأميركية» في أثينا حيث عرف باسم روني ساكاليس (باليونانية Ρόνι Σακαλής بالإنكليزية Rony Sakalis).
لعب في دوري الرابطة الوطنية لرياضة الجامعات الـ NCAA في فريق جامعة سيراكيوز كلاعب بارز بين 1984 و1988 محققا أرقاما بارزة.
ومن ثم انتقل صيقلي إلى اللعب الاحترافي في الرابطة الوطنية لكرة السلة أي الـ NBA ليلعب في فريق كرة السلة ميامي هيت لست سنوات (1988–1994)، ومن ثم في فرق غولدن ستايت ووريورز (1994–1996)، أورلاندو ماجيك (1996–1998)، ونيو جرسي نتس (1998–1999). كما لعب لسنة واحدة في قريق برسلونا للسلة في الدوري الإسباني عام 2000.
صيقلي كان في الفريق الوطني الأميركي للسلة عام 1986 حيث شارك في بطولة العالم للسلة في إسبانيا، وحاز مع الفريق الوطني الأميركي على لقب البطولة والميدالية الذهبية. كما لعب صيقلي بعض المباريات مع الفريق الوطني اللبناني لكرة السلة.
بعد اعتزاله اللعب، كرّس وقته للإستثمارات العقارية، بالإضافة إلى شهرته كـ DJ وكمنتج للموسيقى حيث يمزج الأغاني في أهم العلب الليلية في الولايات المتحدة وأوروبا والعالم، وأصدر العديد من الإسطوانات لمزج الأغاني. كما هو معروف بأعماله الخيرية.
تزوج من الموديل إلسا بونيتيز من أصل مكسيكي عام 2001، ورزقا بالإبنة ميلا عام 2005 وطلقا عام 2006.

## روابط خارجية
- روني صيقلي على موقع الاتحاد الدولي لكرة السلة (الإنجليزية)
- روني صيقلي على موقع إن بي أي (الإنجليزية)
- روني صيقلي على موقع سبورتس رفرنس (الإنجليزية)
- روني صيقلي على موقع الدوري الإسباني لكرة السلة (الإسبانية)
- روني صيقلي على موقع كرة السلة الأوروبية.كوم (الإنجليزية)
- روني صيقلي على موقع كلية كرة السلة في سبورتس رفرنس.كوم (الإنجليزية)
- روني صيقلي على موقع ريلجم (الإنجليزية)
- روني صيقلي على موقع بروبوليرز (الإنجليزية)
- روني صيقلي على موقع سبورتس رفرنس (الإنجليزية)
- روني صيقلي على موقع قاعدة بيانات الكرة الطائرة الشاطئية (الإنجليزية)